# Alexander Salo
Alexander Salo, född 25 mars 2000, är en svensk fotbollsspelare som spelar för Falkenbergs FF.

## Karriär
Salos moderklubb är Brämhults IK. Han spelade som junior även för IF Elfsborg. Inför säsongen 2017 gick Salo till Örgryte IS akademi.
Inför säsongen 2018 gick han till Norrby IF. I januari 2019 flyttades Salo upp i A-laget, där han skrev på ett treårskontrakt. Salo gjorde sin Superettan-debut den 12 maj 2019 i en 0–0-match mot IK Brage. I januari 2022 förlängde Salo sitt kontrakt i klubben med fyra år.
I december 2024 värvades Salo av Falkenbergs FF, där han skrev på ett treårskontrakt.